# 数学 (教科)
数学（すうがく）は、中等教育の課程（中学校の課程・高等学校の課程・中等教育学校の課程など）における教科の一つである。
本項目は日本の学校教育における数学を記す。関連する理論・実践・歴史などは「算数・数学教育」に記述がある。

## 概要
学問などにおける数学の基礎を学ぶ。小学校などの初等教育課程における算数を引き継ぎ、さらに高度な数理的な考え方を身に付けることを目的とする。「数学」「国語」「英語」は主要3教科とされる。
数学と算数は、計算式で文字および負数の扱い可否が異なる。数学は方程式を本格的に扱い、前期中等教育課程で無理数、後期中等教育課程で虚数と複素数、それぞれが登場して数の概念が拡大する。

## 学習内容
日本で現行の、教科「数学」の学習範囲を記す。

### 前期中等教育（中学校・中等教育学校の前期課程など）
※「公立中学（校）」は前期中等教育のみを行う3年制の地方自治体立中学校で、公立中等教育学校や中高一貫校は含まない。
学習指導要領に従い前期中等教育で以下を学習する。中学校数学(Wikibooks)に詳述がある。新しい学習指導要領が先行実施されて統計学の内容が全面的に復活し、「数量関係」が「関数」と「資料の活用」に分けられた。
1. 数と式（初等代数学）
  - 正の数と負の数 - 正の数・負の数の定義とそれらの四則計算
    - 絶対値
    - 冪乗
    - 四則演算の可能性と数の集合

  - 文字式 - 文字式同士の四則計算・交換法則・結合法則・分配法則
    - 代数の方法による式や法則の説明・証明
    - 不等号を用いた数量の比較（ただし不等式は高等学校「数学I」）

  - 一次方程式
  - 連立方程式（二元一次に限る）
  - 素数・素因数分解
  - 平方根
    - 有理数と無理数

  - 因数分解
  - 二次方程式 - 解の公式・平方完成[注 3]
2. 図形（初等幾何学）
  - 平面図形
    - 多角形の角度
    - 対称性
      - 図形の移動（平行移動・対称移動・回転移動）

    - 作図
      - 線分の垂直二等分線
      - 角の二等分線
      - 三角形や四角形の内接円・外接円

    - 平行と図形の合同（中学2年で学習）
      - 平行線の性質（同位角・錯角）
      - 三角形の合同条件・性質
      - 平行四辺形の性質

    - 証明
    - 図形の相似（中学3年で学習）
      - 中点連結定理
      - 相似比と面積比・体積比の関係

    - 円周角の定理と中心角

  - 空間図形
    - 見取図・展開図
    - 正多面体
    - 投影図（平面図・立面図・側面図）
    - ねじれの位置の把握
    - 立体の相似
    - 球の体積と表面積（中学1年で学習）

  - ピタゴラスの定理（三平方の定理）
3. 関数
  - 座標
  - 関数の定義
  - 比例・反比例
    - 比例式

  - 一次関数とそのグラフ（変化の割合・傾き (数学)）（中学2年で学習）
  - 2乗に比例する関数（二次関数の初歩）
  - いろいろな事象と関数
4. 資料の活用（確率・統計）
  - 確率（中学1年でも習うが・基本・応用問題は2年で学習）
  - 資料の整理 - 度数分布とヒストグラム、中央値・最頻値・範囲・相対度数など
  - 標本調査
  - 整理のしかた（中学1・2年で学習）
  - 箱ひげ図・四分位範囲

代数・関数・確率・統計を「代数」、図形・計量を「幾何」と分けてそれぞれを並行して授業する事例が、中高一貫校に多く見られる。検定教科書は幾何学分野で体系的学習に不向きで、システム数学や体系数学などに対応する市販の検定外教科書の採用事例が多い。

### 後期中等教育（高等学校・中等教育学校の後期課程など）
後期中等教育「数学」は、学習指導要領の改訂時に名称が変化した。終戦直後、1978年告示、1982年度から1993年度入学生などは「代数・幾何」「基礎解析」など具体的に内容を表記した。1956年告示、1960年告示、1971年告示、1989年告示、1999年告示、2009年告示などはローマ数字とアルファベットで「数学II」「数学III」などを科目名とした。「応用数学」（71年告示）「数学基礎」（99年告示）など新設や廃止がある。
「数学I、II」はおもに解析学を学ぶが、現在は代数学を一部含む「数学I、II、III」と、幾何学・代数学・確率・統計・コンピュータを扱う「数学A、B」の採用が多く、高校1年次で「数学I」・「数学A」、2年次で「数学II」・「数学B」、3年次に「数学III」・「数学C」、それぞれを履修するカリキュラムが多い。
現在の学習内容を下記する。現行課程は2012 - 2021年度入学者、「前課程」は2003 - 2011年度入学者、「前々課程」は1994 - 2002年度入学者、「新課程」は2022年度実施。

#### 普通教科「数学」における学習内容
1. 「数学I」（初等代数学・数理論理学・初等関数論・初等幾何学・統計学）（標準単位数3単位）
  1. 方程式と不等式
    - 数と式 - 実数（有理数と無理数、分数と循環小数）、指数法則の一部、多項式の展開、因数分解（前々課程では数学Aで学習）
    - 二次方程式 - 判別式

  2. 集合と論理
    - 集合の要素の個数
    - 命題と証明

  3. 二次関数
    - 二次関数とそのグラフ
    - 二次関数の値の変化 - 二次関数の移動、最大・最小
    - 二次不等式

  4. 図形と計量
    - 三角比 - 正弦・余弦・正接、三角比の相互関係
    - 三角比と図形 - 正弦定理・余弦定理・図形の計量

  5. データの分析
    - 資料の整理 - 度数分布とヒストグラム（初出は小学6年）、散布図と相関表
    - 資料の分析 - 代表値（初出は中学1年）・分散、標準偏差、相関係数
    - 表計算ソフトの活用
2. 「数学II」（初等代数学・解析幾何学・初等関数論・微分積分学）（標準単位数4単位）
  1. 式と証明・高次方程式
    - 二項定理（前課程では数学Aで学習）
    - 式と証明 - 多項式の除法・分数式・因数定理・等式と不等式の証明（前々課程では数学Aで学習）
    - 高次方程式 - 複素数と二次方程式・高次方程式

  2. 図形と方程式
    - 点と直線 - 点の座標・直線の方程式
    - 円- 円の方程式・円と直線

  3. いろいろな関数
    - 三角関数 - 角の拡張（ラジアン）・三角関数とその基本的な性質・三角関数の加法定理（弧度法は前々課程では数学IIIで学習）
    - 指数関数と対数 - 指数の拡張・指数関数・対数関数

  4. 微分・積分法の考え（多項式関数に限る）
    - 微分の考え - 微分係数と導関数、導関数の応用、接線、極値、高次多項式関数とそのグラフ
    - 積分の考え - 不定積分と定積分、積分の応用として面積
3. 「数学III」（複素関数論・解析幾何学・初等関数論・微分積分学）（標準単位数5単位）
  1. 複素平面（現課程で復活、前々課程では数学Bで学習）
    - 複素平面
    - 極形式、ド・モアブルの定理
    - 図形の複素平面での表現

  2. 式と曲線（前々課程では数学Cで学習）
    - 二次曲線 - 放物線・楕円と双曲線
    - 媒介変数表示と極座標系 - 曲線の媒介変数表示・極座標と極方程式・焦点・準線

  3. 関数と極限
    - いろいろな関数 - 分数関数と無理関数・合成関数と逆関数
    - 数列の極限 - 数列の極限・無限級数の和
    - 関数の極限 - 関数値の極限

  4. 微分法
    - 導関数 - 関数の和・差・積・商の導関数・合成関数の導関数・三角関数・指数関数・対数関数の導関数・高次導関数
    - 導関数の応用 - 接線・法線・関数値の増減・第二次導関数の応用（グラフの凹凸）・速度・加速度

  5. 積分法
    - 不定積分と定積分 - 積分とその基本的な性質・簡単な置換積分法・部分積分法・いろいろな関数の積分
    - 積分の応用 - 面積・体積・曲線の長さ
4. 「数学A」（初等幾何学・確率論）（標準単位数2単位）
  1. 平面図形
    - 三角形の性質 - 重心・円に内接・外接する三角形（前々課程では重心を中学2年、円に内接・外接する三角形を中学3年で学習）
    - 円の性質（2001年度までは方べきの定理を除き中学3年で学習） - 円と接線・二つの円の接線・中心同士の距離・円周角の定理の逆・円に内接する四角形・方べきの定理
    - 作図

  2. 空間図形
    - 空間の垂直・平行
    - オイラーの多面体定理

  3. 場合の数と確率（前々課程では数学Iで学習）
    - 順列・組合せ
    - 確率とその基本的な性質
    - 独立な試行と確率
5. 「数学B」（初等代数学・線形代数学・統計学）[注 11]
  1. 数列（前々課程では数学Aで学習）
    - 数列とその和 - 等差数列・等比数列・いろいろな数列
    - 漸化式と数学的帰納法

  2. ベクトル
    - 平面上のベクトル - ベクトルとその演算・ベクトルの内積
    - 空間におけるベクトル

  3. 確率分布（前課程では期待値を数学Aで、他は数学Cで学習）
    - 期待値
    - 確率分布 - 確率変数と確率分布・二項分布

  4. 統計処理
    - 正規分布 - 連続型確率変数・正規分布
    - 統計的な推測 - 母集団と標本・統計的な推測の考え
6. 「数学活用」
数学と人間や社会とのかかわりについて学習し、数学を活用する能力を養う。将来上級学校での学習や職業でより高度な数学を使う生徒以外を対象として、数学に将来にわたって親しむ力を身に着けることを目的とする。
  1. 数学と人間の活動
    - 数や図形と人間の活動
    - 遊びの中の数学

  2. 社会生活における数理的な考察
    - 社会生活と数学
    - 数学的な表現の工夫
図・表・離散グラフ・行列の活用。前教育課程で学習した「行列」はここでしか残らなかった。行列式・一次変換については、大学初学年で線型代数学の授業で取り扱われる。
    - データの分析（統計）
    - コンピュータの活用・数学史・経済学とのかかわりについても学習をするとしている。

現行課程は「数学C」（線形代数など）が廃止されている。

#### 普通教科「数学」における新課程の学習内容
1. 「数学I」[3]（標準単位数3単位）
  1. 数と式
    - 数と式 - 実数（有理数と無理数・分数と循環小数）・指数法則の一部・多項式・式の展開・因数分解・対称式
    - 集合と命題
    - 二次方程式 - 判別式
    - 一次不等式

  2. 図形と計量
    - 三角比 - 直角三角形を用いた定義・三角比の値・相互関係・座標を用いた定義
    - 正弦定理・余弦定理 - 三角形の形状・三角形の面積・ヘロンの公式・空間図形への応用

  3. 二次関数
    - 二次関数とそのグラフ - 関数の一般的な表記・象限
    - 二次関数の値の変化 - 二次関数の移動・最大・最小
    - 二次不等式

  4. データの分析
    - 外れ値・分散・標準偏差・散布図・相関係数
    - 仮説検定
2. 「数学II」（標準単位数4単位）
  1. いろいろな式　
    - 三次の乗法公式・因数分解の公式・式の展開・因数分解・二項定理・多項定理・恒等式
    - 式と証明 - 多項式の除法・分数式・等式と不等式の証明
    - 高次方程式 - 複素数・二次方程式の虚数解・因数定理・解と係数の関係・剰余の定理・組立除法・高次方程式

  2. 図形と方程式
    - 点と直線 - 点の座標・直線の方程式
    - 内分・外分・二点間の距離
    - 円- 円の方程式・円と直線・二円の位置関係
    - 軌跡 - 軌跡と方程式・アポロニウスの円
    - 不等式と領域 - 直線や円を境界とする領域・連立不等式と領域・領域と集合

  3. いろいろな関数
    - 三角関数 - 弧度法・三角関数とその基本的な性質・正弦余弦のグラフと周期・正接のグラフと漸近線・偶関数と奇関数・三角方程式と三角不等式・三角関数の加法定理・直線の成す角・2倍角と半角の公式・和と積の公式・三角関数の合成
    - 指数関数と対数 - 指数の拡張・指数関数・指数方程式と指数不等式・対数とその性質・対数関数・対数方程式と対数不等式・常用対数

  4. 微分・積分法の考え（三次までの多項式関数に限る）
    - 微分の考え - 微分係数と導関数・導関数の応用・接線・関数の増減・極値・高次多項式関数とそのグラフ
    - 積分の考え - 不定積分と定積分・図形の面積
3. 「数学III」（標準単位数3単位）
  1. 極限
    - 数列の極限・無限級数の収束・発散・和
    - 分数関数・無理関数
    - 合成関数・逆関数
    - 関数の極限 - 関数値の極限

  2. 微分法
    - 導関数 - 関数の和・差・積・商の導関数・合成関数の導関数・三角関数・指数関数・対数関数の導関数・高次導関数
    - 導関数の応用 - 接線・法線・関数値の増減・第二次導関数の応用（グラフの凹凸）・速度・加速度

  3. 積分法
    - 不定積分と定積分 - 積分とその基本的な性質・簡単な置換積分法・部分積分法・いろいろな関数の積分
    - 積分の応用 - 面積・体積・曲線の長さ・関数方程式
4. 「数学A」[4]（標準単位数2単位：以下の項目から適宜選択して履修する）
  1. 図形の性質
    - 三角形の性質 - 三角形の辺の比・三角形の五心・チェバの定理・メネラウスの定理
    - 円の性質 - 内接四角形・円と直線・方べきの定理・2円の位置関係
    - 作図
    - 空間図形 - 直線と平面・多面体・オイラーの多面体定理・多面体から切り取る立体

  2. 場合の数と確率
    - 場合の数 - 集合の要素の個数・数え上げの原則
    - 順列・組合せ - 順列・階乗・円順列・重複順列・同じものを含む順列・組合わせ・重複組合せ
    - 確率とその基本的な性質・期待値 - 事象と確率・積事象と和事象・確率の基本性質・排反と加法定理・余事象の確率
    - 独立な試行と確率
    - 反復試行の確率
    - 条件付き確率 - 確率の乗法定理・原因の確率

  3. 数学と人間の活動
    1. 数量や図形と人間の活動
      - 整数の性質 - ガウス記号・約数と倍数・素数と素因数分解・最大公約数と最小公倍数・整数の割り算と余りの性質
      - ディオファントス方程式 - ユークリッドの互除法・整数の合同・一次不定方程式・二次不定方程式
      - 記数法 - 十進法と異なる記数法との相互変換
      - 座標 - 平面上の点の位置・空間上の点の位置・2点間の距離

    2. 数学と文化
      - 数学史
      - ゲーム・パズルの中の数学 - 三目並べ・魔方陣
5. 「数学B」（標準単位数2単位：以下の項目から適宜選択して履修する）
  1. 数列
    - 数列とその和 - 等差数列・等比数列・総和記号Σ・階差数列・群数列・色々な数列とその和
    - 漸化式 - 等差数列型・等比数列型・階差数列型・特性方程式・確率漸化式・隣接三項間の漸化式・二つの数列の漸化式
    - 数学的帰納法 - 等式の証明・命題の証明・不等式の証明・漸化式と帰納法

  2. 統計的な推測
    - 確率変数・確率分布
    - 二項分布・正規分布
    - 母集団と標本調査
    - 区間推定・仮説検定

  3. 数学と社会生活
    - 数学を用いた考察
    - 社会の中の数学 - ドント方式・最大剰余方式・最高平均方式・検出限界・偏差値
    - 変化の傾向 - 時系列データ・移動平均
    - 回帰分析 - 線形回帰・最小二乗法・関数の近似・対数グラフ
6. 「数学C」（標準単位数2単位：以下の項目から適宜選択して履修する）
  1. ベクトル
    - 平面ベクトル - 有向線分・ベクトルの演算・成分・内積・垂直条件・成分表示・ベクトルのなす角・内積の性質・三角形の面積
    - ベクトルと平面図形 - 位置ベクトル・2直線の交点・直線のベクトル方程式・媒介変数表示・点の存在範囲・法線ベクトル・円のベクトル方程式・点と直線の距離
    - 空間ベクトル - 空間座標・空間のベクトル・成分・内積・位置ベクトル・ベクトルと空間図形・座標空間における図形・方向ベクトル・媒介変数表示・平面の方程式・外積

  2. 平面上の曲線と複素平面
    - 二次曲線 - 放物線・楕円・双曲線・直角双曲線・二次曲線の平行移動・二次曲線と直線・二次曲線の性質
    - 媒介変数表示と極座標系 - 曲線の媒介変数表示・アステロイドとカージオイド・極座標と極方程式・コンピュータといろいろな曲線
    - 複素平面 - 複素数平面・複素数の加減・共役複素数・複素数の極形式・複素数の乗除・ド・モアブルの定理・累乗根の図形的意味
    - 複素数と図形 - 内分点・外分点・方程式の表す図形・一般の点を中心とする回転・半直線のなす角・複素数とベクトル

  3. 数学的な表現の工夫
    - データの表現方法の工夫 - パレート図・バブルチャート
    - 行列[注 12] - 正方行列・行列の和と差・実数倍・行列の積・行列の積と交換法則
    - グラフ理論 - 一筆書き・オイラー路・隣接行列・経路の数え上げ・行列の累乗

#### 専門学科設置校「数学」における学習内容
1. 「数学I」（標準単位数4単位）※必須科目
  1. 方程式と不等式
    - 数と式 - 実数（有理数と無理数・分数と循環小数）・指数法則の一部・式の展開・因数分解
    - 二次方程式 - 判別式

  2. 集合と論理
    - 集合と要素の個数
    - 命題と証明

  3. 二次関数
    - 二次関数とそのグラフ
    - 二次関数の値の変化 - 二次関数の移動・最大・最小
    - 二次不等式

  4. 図形と計量
    - 三角比 - 正弦・余弦・正接・三角比の相互関係
    - 三角比と図形 - 正弦定理・余弦定理・図形の計量

  5. データの分析
    - 資料の整理 - 度数分布とヒストグラム（初出は小学6年）、散布図と相関表
    - 資料の分析 - 代表値（初出は中学1年）・分散・標準偏差・相関係数

#### 専門教科「理数」における学習内容
1. 理数数学I
  1. 方程式と不等式
  2. 二次関数
  3. 図形と計量
  4. 場合の数と確率
2. 理数数学II
  1. 整式と高次方程式
  2. 数列
  3. 命題と論理
  4. 図形と方程式
  5. いろいろな関数
  6. 極限
  7. 微分法
  8. 積分法
3. 理数数学探究
  1. ベクトル
  2. 統計とコンピュータ
  3. 数値計算とコンピュータ
  4. 行列とその応用
  5. 式と曲線
  6. 確率分布
  7. 統計処理
  8. 課題研究

#### 新学習指導要領における専門教科「理数」における学習内容
1. 理数数学I
  1. 数と式 - ユークリッドの互除法・二進法を含む
  2. 図形と計量
  3. 二次関数
  4. 指数関数・対数関数
  5. データの分析
  6. 場合の数と確率
2. 理数数学II
  1. いろいろな式 - 最小公約数・最大公倍数を含む
  2. 数列
  3. 三角関数と複素数平面
  4. 図形と方程式 - 円と円の共有点を含む
  5. 極限
  6. 微分法
  7. 積分法 - 簡単な微分方程式を含む
  8. 統計的な推測
3. 理数数学探究（以下の項目から適宜選択して履修する）
  1. ベクトル - 空間における直線や平面の方程式を含む
  2. 行列とその応用 - 行列・逆行列・連立一次方程式の解法・点の移動
  3. 離散グラフ
  4. 数学と生活や社会との関わり

## 大学入試における数学
現在の文系諸学部では、数学IIIは全て課されない。
- 文系学部では、私立大学の場合は数学は不要か、数学I,A(+II, B)と地理歴史の選択ができる場合が多い。国立大学文系では大学入学共通テスト（旧・大学入試センター試験）で必須、難関大学では二次試験でも学部学科によらず必須とするのが通常であるが、出題範囲は私立文系と概ね同じである。私立文系が経済学部であっても入学試験で数学を必須としないのは、必須とすると受験者が減ってしまうためであって、入学後、数学が不要であるからではない。大学進学後は、文科系の学部学科においても経済学・統計学など数学を必要とする分野が広範囲に存在する上、数学III程度の内容は理解していることを前提に数学教育がおこなわれることも少なくない。
- 理系学部では大多数の大学で必須I・II・III・A・B又は理科と選択をしなければならない。そのため、大学入試を考慮した上で文系と理系の区別がなされる高等学校においては、通常文系が数学I・II・A・Bを学習し、理系はそこから更にIIIを学習する。
- 数学A・Bは、内容を選択して履修する科目である。教科書で設定されている授業時間どおりに履修する場合、各3 - 4分野のうち2分野を履修するとちょうど規定の授業時間に相当するようになっている。大学入学共通テスト（旧・大学入試センター試験）の「数学I・数学A」・「数学II・数学B」でも、数学Bについては2分野を履修していることを想定した出題となっている（3 - 4分野それぞれの問題を出題し、2分野を選択解答する）。ただし多くの高等学校では生徒が自由に選択するのではなく、あらかじめ履修する分野が指定されて開講される。大学入試を目標とする進学校の場合、大学入試では数学Bの「確率分布」・「統計処理」が出題範囲から外されるか、他の分野との選択となっている場合が多く、この分野の授業を行わない高等学校もある。参考書でも、多くのものがこれらの分野を省いたかたちで販売している。
- 京都大学は2005年より文系学部において数学Cの「行列とその応用」を入試に課していたが、2008年より再び課されないことになった。ただし、数学Cの「確率分布」のうち「確率の計算」（含、条件付き確率）[注 13]については、他の幾つかの大学と同様、引き続き文系・理系を問わず出題範囲に含まれている。

### 備考
1994年度から2002年度に高校に入学した場合の課程では複素平面を数学Bで扱っていた。この内容は、2012年度以降入学生の課程において数学IIIで再登場している。（2022年度入学生から、数学Cに移行される。）ゆとり教育他の弊害も加わって、2020年9月の高校数学は大学進学率が16%を切っていた世代の2/3ほどの内容である。

### 注
1. ↑  未知数xを求めるのに方程式では移項を行う。しかし、これは負の数の演算を伴うことがあるので、負の数を学習しない算数では逆算するよりほかない。また、算数では文字同士の演算を習わないため未知数同士の加法と減法が原則不可能である（分配法則を活用することでこれを計算できるため、「小学生には絶対にできない」ということはないが、一般の小学生はほとんど習わない）。したがって、算数では逆算可能で未知数同士の演算がない、ごく簡単な一次方程式の考え方を学ぶにとどまる。
2. ↑  初等教育課程でも無理数である円周率が出る。しかし、これは近似値を用い、事実上有理数として扱うため、結局無理数は登場しないに等しい。
3. ↑  x2+4x+4=5のように左辺をそのまま因数分解すると(ax+p)2=qとなる形のものは現行課程でも習得するが、どのようなax2+bx+c=0でも平方完成を用いて実数解を出せるようにするのは2010年度から復活している。
4. ↑  1963年度～1972年度入学生に対して実施
5. ↑  1973年度～1981年度入学生に対して実施
6. ↑  1994年度～2002年度入学生に対して実施
7. ↑  2003年度～2011年度入学生に対して実施
8. ↑  2012年度以降入学生に対して実施
9. ↑  80年代のものにも「数学II」という科目はあり、大学入試センター試験（「共通一次試験」時代を含む）の科目でもあったが、内容は「代数･幾何」・「基礎解析」・「確率・統計」の抜粋のようなものだった。このため、前述の3科目を学べば「数学II」に対応できた上、二次試験に文系でも数学を課す難関国公立大学では「数学II」ではなく3科目からの出題が多く、進学校では文系でも「数学II」を扱うことは少なかった（理系学部の入試では国公私立問わず先の分野からの出題に加え、現在の「数学III」に大体相当する「微分・積分」が加わった。よって、「数学II」を学ぶメリットは無かった）。また、「数学I」は名称の導入以来、科目名としての変更は無いが、内容面の変更は度々行われている。
10. ↑  これはあくまで目安であり、学校やコースによってペースは異なる。例えば「大学入試における数学」で述べたように文系では「数学III」は扱わない学校も多い。また、中高一貫校では2年の終わりか、遅くとも3年生の夏ごろには「数学III」まで終わらせ、受験対策に入ることも珍しくない。
11. ↑  3分野のうち、標準単位数では2分野を履修。
12. ↑  旧課程における数学C「行列」のような体系的な学習ではなく、あくまでも行列を用いた表現方法と簡単な演算を紹介する程度である。しかし、旧課程で教えられていた逆行列・掃き出し法・一次変換などを授業で扱うことは（教科書の範囲外であるが）可能である。
13. ↑  現在は数学Aの範囲内
14. ↑  現在の指導要領ではマクローリン展開やラプラス変換やベイズの定理は教えることができなくなってしまっているため、指導要領外の内容に踏み込んで教えても良いことになっている。